# Сінгапур на літніх Олімпійських іграх 2016
Сінгапур на літніх Олімпійських іграх 2016 був представлений 25 спортсменами в 7 видах спорту. Було завойовано першу в історії країни золоту олімпійську медаль. 

## Медалісти
| Медаль | Спортсмен      | Вид спорту | Дисципліна                 |
| ------ | -------------- | ---------- | -------------------------- |
| Золото | Джозеф Скулінг | Плавання   | чоловіки, 100 м батерфляєм |

## Спортсмени
| Дисципліна            | Чоловіки | Жінки | Разом |
| --------------------- | -------- | ----- | ----- |
| Плавання              | 2        | 1     | 3     |
| Легка атлетика        | 1        | 1     | 2     |
| Академічне веслування | 0        | 1     | 1     |
| Бадмінтон             | 1        | 1     | 2     |
| Настільний теніс      | 2        | 3     | 5     |
| Вітрильний спорт      | 3        | 7     | 10    |
| Стрільба              | 0        | 2     | 2     |
| Разом                 | 9        | 16    | 25    |

## Легка атлетика
Легенда
- Note – для трекових дисциплін місце вказане лише для забігу, в якому взяв участь спортсмен
- Q = пройшов у наступне коло напряму
- q = пройшов у наступне коло за добором (для трекових дисциплін - найшвидші часи серед тих, хто не пройшов напряму; для технічних дисциплін - увійшов до визначеної кількості фіналістів за місцем якщо напряму пройшло менше спортсменів, ніж визначена кількість)
- NR = Національний рекорд
- N/A = Коло відсутнє у цій дисципліні
- Bye = спортсменові не потрібно змагатися у цьому колі

Трекові і шосейні дисципліни
| Спортсмен  | Дисципліна                   | Попередній забіг | Попередній забіг | Чвертьфінал | Чвертьфінал | Півфінал        | Півфінал        | Фінал           | Фінал           |
| Спортсмен  | Дисципліна                   | Час              | Місце            | Час         | Місце       | Час             | Місце           | Час             | Місце           |
| ---------- | ---------------------------- | ---------------- | ---------------- | ----------- | ----------- | --------------- | --------------- | --------------- | --------------- |
| Тімоті Яп  | біг на 100 метрів (чоловіки) | 10.84            | 2 Q              | 10.79       | 9           | Завершив виступ | Завершив виступ | Завершив виступ | Завершив виступ |
| Нео Цзє Ши | марафонський біг (жінки)     | Н/Д              | Н/Д              | Н/Д         | Н/Д         | Н/Д             | Н/Д             | 3:15:18         | 131             |

## Бадмінтон
| Спортсмен        | Дисципліна                  | Груповий етап                   | Груповий етап                | Груповий етап | Вибування          | Чвертьфінал        | Півфінал           | Фінал / БМ         | Фінал / БМ       |
| Спортсмен        | Дисципліна                  | Суперник Результат              | Суперник Результат           | Місце         | Суперник Результат | Суперник Результат | Суперник Результат | Суперник Результат | Місце            |
| ---------------- | --------------------------- | ------------------------------- | ---------------------------- | ------------- | ------------------ | ------------------ | ------------------ | ------------------ | ---------------- |
| Дерек Вон Зі Лян | одиночний розряд (чоловіки) | Лі Ч В (MAS) L (18–21, 8–21)    | Опті (SUR) W (21–5, 21–6)    | 2             | Завершив виступ    | Завершив виступ    | Завершив виступ    | Завершив виступ    | Завершив виступ  |
| Лян Сяоюй        | одиночний розряд (жінки)    | Sung J-h (KOR) L (17–21, 11–21) | Лансак (FRA) W (21–7, 21–15) | 2             | Завершила виступ   | Завершила виступ   | Завершила виступ   | Завершила виступ   | Завершила виступ |

## Академічне веслування
| Спортсмен   | Дисципліна       | Заїзди  | Заїзди | Втішний заплив | Втішний заплив | Чвертьфінали | Чвертьфінали | Півфінали | Півфінали | Фінал   | Фінал |
| Спортсмен   | Дисципліна       | Час     | Місце  | Час            | Місце          | Час          | Місце        | Час       | Місце     | Час     | Місце |
| ----------- | ---------------- | ------- | ------ | -------------- | -------------- | ------------ | ------------ | --------- | --------- | ------- | ----- |
| Саїда Айшья | одиночки (жінки) | 8:44.71 | 3 QF   | Bye            | Bye            | 7.56.00      | 6 SC/D       | 8:22.45   | 6 FD      | 7:55.73 | 23    |

Пояснення до кваліфікації: FA=Фінал A (за медалі); FB=Фінал B (не за медалі); FC=Фінал C (не за медалі); FD=Фінал D (не за медалі); FE=Фінал E (не за медалі); FF=Фінал F (не за медалі); SA/B=Півфінали A/B; SC/D=Півфінали C/D; SE/F=Півфінали E/F; QF=Чвертьфінали; R=Потрапив у втішний заплив

## Вітрильний спорт
Чоловіки
| Спортсмен   | Дисципліна | Заплив | Заплив | Заплив | Заплив | Заплив | Заплив | Заплив | Заплив | Заплив | Заплив | Заплив | Заплив | Заплив | Очки | Підсумкове місце |
| Спортсмен   | Дисципліна | 1      | 2      | 3      | 4      | 5      | 6      | 7      | 8      | 9      | 10     | 11     | 12     | M*     | Очки | Підсумкове місце |
| ----------- | ---------- | ------ | ------ | ------ | ------ | ------ | ------ | ------ | ------ | ------ | ------ | ------ | ------ | ------ | ---- | ---------------- |
| Леонард Онг | RS:X       | 33     | 33     | 35     | 33     | DNF    | 27     | 36     | DNF    | 20     | DNF    | 34     | DNF    | EL     | 362  | 35               |
| Колін Чен   | Лазер      | 5      | 20     | 13     | 18     | 21     | UFD    | 27     | 22     | 25     | 9      | Н/Д    | Н/Д    | EL     | 160  | 20               |

Жінки
| Спортсменка                   | Дисципліна   | Заплив | Заплив | Заплив | Заплив | Заплив | Заплив | Заплив | Заплив | Заплив | Заплив | Заплив | Заплив | Заплив | Очки | Підсумкове місце |
| Спортсменка                   | Дисципліна   | 1      | 2      | 3      | 4      | 5      | 6      | 7      | 8      | 9      | 10     | 11     | 12     | M*     | Очки | Підсумкове місце |
| ----------------------------- | ------------ | ------ | ------ | ------ | ------ | ------ | ------ | ------ | ------ | ------ | ------ | ------ | ------ | ------ | ---- | ---------------- |
| Одрі Йонг                     | RS:X         | 25     | 25     | 24     | 25     | 23     | 18     | DNF    | 24     | 22     | DNC    | DNC    | DNC    | EL     | 266  | 25               |
| Elizabeth Yue Ling Yin        | Лазер радіал | 19     | 29     | 26     | 11     | 23     | 25     | 20     | 17     | UFD    | 23     | Н/Д    | Н/Д    | EL     | 193  | 26               |
| Джовіна Бей Фень Чу Аманда Ин | 470          | 17     | 17     | 20     | 21     | 18     | 21     | 19     | 17     | 18     | 18     | Н/Д    | Н/Д    | EL     | 166  | 20               |
| Грізельда Кхнг Сара Тан       | 49erFX       | 12     | 19     | 17     | 11     | 14     | 11     | 8      | 20     | 15     | 7      | 8      | 13     | EL     | 135  | 15               |

Змішаний
| Спортсмен            | Дисципліна | Заплив | Заплив | Заплив | Заплив | Заплив | Заплив | Заплив | Заплив | Заплив | Заплив | Заплив | Заплив | Заплив | Очки | Підсумкове місце |
| Спортсмен            | Дисципліна | 1      | 2      | 3      | 4      | 5      | 6      | 7      | 8      | 9      | 10     | 11     | 12     | M*     | Очки | Підсумкове місце |
| -------------------- | ---------- | ------ | ------ | ------ | ------ | ------ | ------ | ------ | ------ | ------ | ------ | ------ | ------ | ------ | ---- | ---------------- |
| Джастін Лю Деніз Лім | Nacra 17   | 2      | 14     | 14     | 18     | 18     | 17     | 14     | 14     | 18     | 17     | 21     | 11     | EL     | 157  | 19               |

M = Медальний заплив; EL = Вибув – не потрапив до медального запливу

## Стрільба
| Спортсмен            | Дисципліна                                    | Кваліфікація | Кваліфікація | Півфінал         | Півфінал         | Фінал            | Фінал            |
| Спортсмен            | Дисципліна                                    | Очки         | Місце        | Очки             | Місце            | Очки             | Місце            |
| -------------------- | --------------------------------------------- | ------------ | ------------ | ---------------- | ---------------- | ---------------- | ---------------- |
| Жасмін Сер Xiang Wei | пневматична гвинтівка, 10 метрів (жінки)      | 413.5        | 25           | Н/Д              | Н/Д              | Завершила виступ | Завершила виступ |
| Жасмін Сер Xiang Wei | гвинтівка з трьох положень, 50 метрів (жінки) | 568          | 34           | Н/Д              | Н/Д              | Завершила виступ | Завершила виступ |
| Тео Шунь Ксе         | пневматичний пістолет, 10 метрів (жінки)      | 375          | 37           | Н/Д              | Н/Д              | Завершила виступ | Завершила виступ |
| Тео Шунь Ксе         | пістолет, 25 метрів (жінки)                   | 571          | 29           | Завершила виступ | Завершила виступ | Завершила виступ | Завершила виступ |

Пояснення до кваліфікації: Q = Пройшов у наступне коло; q = Кваліфікувався щоб змагатись у поєдинку за бронзову медаль

## Плавання
| Спортсмен      | Дисципліна                           | Попередній заплив | Попередній заплив | Півфінал         | Півфінал         | Фінал            | Фінал            |
| Спортсмен      | Дисципліна                           | Час               | Місце             | Час              | Місце            | Час              | Місце            |
| -------------- | ------------------------------------ | ----------------- | ----------------- | ---------------- | ---------------- | ---------------- | ---------------- |
| Ке Чженвень    | 100 метрів на спині (чоловіки)       | 54.38             | 22                | Завершив виступ  | Завершив виступ  | Завершив виступ  | Завершив виступ  |
| Ке Чженвень    | 100 метрів батерфляєм (чоловіки)     | 52.08             | 16 Q              | 52.26            | 15               | Завершив виступ  | Завершив виступ  |
| Ке Чженвень    | 200 метрів батерфляєм (чоловіки)     | 1:56.01           | 10 Q              | 1:56.11          | 10               | Завершив виступ  | Завершив виступ  |
| Джозеф Скулінг | 100 метрів вільним стилем (чоловіки) | 48.27             | 6 Q               | 48.70            | 16               | Завершив виступ  | Завершив виступ  |
| Джозеф Скулінг | 100 метрів батерфляєм (чоловіки)     | 51.41             | 1 Q               | 50.83 AS         | 1 Q              | 50.39 OR         | 1                |
| Цюань Тін Вень | 100 метрів батерфляєм (жінки)        | 1:00.88           | 34                | Завершила виступ | Завершила виступ | Завершила виступ | Завершила виступ |

## Настільний теніс
| Спортсмен                         | Дисципліна                  | Попередній раунд   | Раунд 1            | Раунд 2                | Раунд 3             | 1/8 фіналу            | Чвертьфінали               | Півфінали          | Фінал / БМ         | Фінал / БМ      |
| Спортсмен                         | Дисципліна                  | Суперник Результат | Суперник Результат | Суперник Результат     | Суперник Результат  | Суперник Результат    | Суперник Результат         | Суперник Результат | Суперник Результат | Місце           |
| --------------------------------- | --------------------------- | ------------------ | ------------------ | ---------------------- | ------------------- | --------------------- | -------------------------- | ------------------ | ------------------ | --------------- |
| Chen Feng                         | одиночний розряд (чоловіки) |                    | Oláh (FIN) L 1–4   | Завершив виступ        | Завершив виступ     | Завершив виступ       | Завершив виступ            | Завершив виступ    | Завершив виступ    | Завершив виступ |
| Gao Ning                          | одиночний розряд (чоловіки) | Bye                | Bye                | Drinkhall (GBR) 0L 3–4 | Завершив виступ     | Завершив виступ       | Завершив виступ            | Завершив виступ    | Завершив виступ    | Завершив виступ |
| Фен Тянь Вей                      | одиночний розряд (жінки)    | Bye                | Bye                | Bye                    | Ni Xl (LUX) W 4–2   | Liu J (AUT) W 4–1     | Фукухара (JPN) L 0–4       | Завершив виступ    | Завершив виступ    | Завершив виступ |
| Yu Mengyu                         | одиночний розряд (жінки)    | Bye                | Bye                | Bye                    | Lay J F (AUS) W 4–0 | Jeon J-h (KOR) 0W 4–1 | Кім С І (PRK) L 2–4        | Завершив виступ    | Завершив виступ    | Завершив виступ |
| Фен Тянь Вей Yu Mengyu Zhou Yihan | командна першість (жінки)   | Н/Д                | Н/Д                | Н/Д                    | Н/Д                 | Єгипет (EGY) W 3–0    | Південна Корея (KOR) W 3–2 | Китай (CHN) L 0–3  | Японія (JPN) L 1–3 | 4               |